# Outsider (singel)
Outsider – drugi singel zespołu Pidżama Porno promujący płytę Ulice jak stygmaty – absolutne rarytasy. Jest to cover piosenki z repertuaru grupy T.Love.
Singel Pidżamy Porno został wydany w ograniczonym nakładzie (każdy egzemplarz jest numerowany) przez S.P. Records w 1998 roku (SP-S-67).

## Lista utworów
1. Outsider – wersja albumowa 3:40
2. Kocięta i szczenięta – wersja albumowa 5:03
3. Outsider – wersja CZADMIX 4:40
4. Outsider – wersja do dupy 3:39[1]
5. Kocięta i szczenięta – wersja do karaoke 5:00